# 포산 (승려)

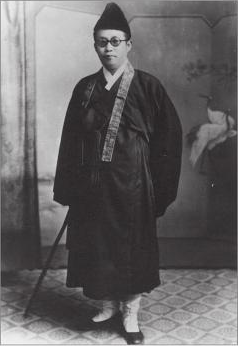
포산, 1939년 무렵

포산(飽山) 또는 포산당 혜천(飽山堂 慧天, 1912년 10월 12일 ~ 1971년 9월 6일)은 일제강점기와 대한민국의 불교 조계종 승려였다. 다른 이름은  포산(布山),  포산당(布山堂)이다.  그의 집안이 1896년(고종 33) 5촌 당숙 좌옹 윤치호가 기독교(감리교)로 개종한 이후의 첫 불교 승려이기도 했다. 구한 말 군인 출신 기업인 악연 윤치성의 아들이었다. 본명은 윤달선(尹達善)이다. 법명은 혜천(慧天)이고, 당호는 포산이다. 별명은 지리산의 도인이다.
그를 스승으로 출가한 승려들 중에는 석영당 제선(夕影堂 濟禪), 도일, 태고사 주지를 지낸 혜우(慧佑), 의성 고운사의 정도원 선사, 일타의 친형인 월현, 일타의 둘째 외삼촌인 영천, 향엄당 성련, 혜원, 계룡산 무문관의 문정영(文瀞暎), 법주사 조실 효일당 범행, 태조산 각원사 조실 경해당 법인(鏡海堂 法印) 등이 있다.
만공을 스승으로 하여 출가하여 합천군 해인사, 논산군 개태사 등에서 활동하였다. 일제강점기 당시 불교 승려로 활동하던 그는 당숙 윤치호 등 소수의 인사들과 교류하였다. 1945년 광복 후 그는 여승으로 있다 환속한 김광영의 중매로 기계유씨 유치두(兪致斗)의 딸 유진팔(兪鎭八)과 결혼하여 3남 3녀를 두었다. 종단은 조계종단 소속이다.

## 생애

### 어린 시절

#### 출생과 가계
본명은 윤달선으로 대한제국의 시종무관이었던 윤치성과 두번째 부인 서경덕의 아들로 태어났다. 조선 선조 때의 형제 정승 윤두수, 윤근수 형제의 후손으로 6대조 윤세겸이 동지돈녕부사를 지냈고, 5대조 윤발은 관직이 없었다. 고조부 윤득실은 통덕랑을 역임했지만 술을 좋아하여 38세로 요절했다. 증조부 윤취동은 일찍이 고아가 되어 형 윤교동의 슬하에서 양육되었으며 아산군 둔포면으로 분가하여 농토를 마련하고 부농이 됐다. 할아버지 윤영렬과 종조부 윤웅렬이 무관으로 출세하면서 다시 집안을 일으켜 세웠다.
아버지 윤치성은 이미 상처한 상태에서 서경덕과 재혼하였는데, 포산에 의하면 고종 황제가 윤치성이 젊은 나이에 상처한 것을 딱하게 여겨, 자신의 승은을 입었던 궁녀 하나를 윤치성에게 내려주었다고 한다. 생애 후반의 포산은 자신의 시중을 들던 도일 스님 등 상좌들에게 이를 강조하였다. 1910년(융희 4) 10월 1일 한일 합방 조약이 체결되자 아버지 윤치성은 관직을 버리고 은거하였다. 형제자매로는 해방 후 상공신문사 사장을 역임한 윤호선(尹豪善)과 여동생 윤현경, 윤준경이 태어났다. 1921년 그의 어머니 서경덕이 죽자 아버지 윤치성은 최응신(崔應信)과 재혼했다. 계모에게서는 1명의 남동생과 여동생이 태어났다.
그의 백부 윤치오의 아들은 서울대학교 병리학 교수와 부총장, 총장을 역임한 윤일선이고, 둘째 숙부 윤치소의 아들은 상공부장관, 서울시장과 4대 대통령을 역임한 윤보선이다. 숙부 윤치영은 내무부 장관, 서울특별시장을 역임했다. 일제 강점기의 사회운동가 좌옹 윤치호는 그의 5촌 당숙이었다.

#### 학창 시절
수송소학교와 배재고등보통학교를 졸업하였다. 배재고보 당시 그는 수영선수로 활동했는데, 재학 중이던 1929년 9월 2일과 9월 3일에 열린 전조선수영경기에는 D조로 출전하였고, 1931년 9월 15일 수상경기에 평영 200m에 출전하였다.
배재고등보통학교에 다니던 그는 18세(1929)에 광주 학생 운동에 연루된 것이 출가 동기로 작용, 19세에 오대산에 입산했다가 만공을 은사로 하여 정혜사에서 득도하였다.
즉, 1929년의 광주 학생 항일 운동에 가담했다가 이것이 탄로나게 되자, 그 이듬해인 1930년 속세를 버리고 오대산으로 들어갔다.

### 출가 이후

#### 출가
만공의 상좌로 들어간 것은 오대산에서 만난 승려 청담의 권유 때문이었다. 청담에게 출가 의지를 밝히자 청담은 포산을 수덕사, 정혜사에서 정진중인 만공에게 데려갔다. 그곳에서 포산은 만공을 은사로 하고, 혜천이라는 법명을 받았다. 이로서 그는 경허의 법통을 계승한 저명한 승려의 한 사람이 되었다. 곧, 그의 스승 만공은 수덕사를 떠나 1933년부터 1935년까지 유점사 금강선원과 금강산 마하연에서 조실로 수좌들을 지도하였다. 포산은 스승 만공을 따라 금강선원과 마하연에서 수행하였다. 이때 성철, 청담, 운허 등이 함께 수행하였다.
마하연에서 정진 중일 때 사촌 형인 윤보선이 포산의 아버지 악연 윤치성이 포산의 몫으로 남긴 3만 6천원의 유산을 들고 찾아왔다. 당시 그 금액은 논 200마지기를 살 수 있는 거금이었다. 포산은 돈이 얼마인지 세어보지도 않고 전부를 내놓았다. 석두스님은 이를 보고 "우리 절에 도인이 있다. 물욕이 없으니 도인이 아닌가"라고 찬탄했다 한다.
1931년 지리산 칠불선원 조실로 추대되었고, 1935년 합천 해인사 조실로 추대되었다. 그밖에 백련암, 지리산 칠불암, 금산 태고사 등지에서도 수행하였다. 1933년 2월 24일에는 황해도 금천군 교동면에서 열린 교동공립보통학교 설립기성회에 기부금을 내고, 참여하였다. 그가 해인사 조실로 있을 때 제선, 정영, 향엄당 성련 등이 포산을 은사로 하여 출가하였다. 그러나 이른 나이에 조실로 추대되자 그의 사형이었던 고봉은 이를 상당히 못마땅하게 여겼고, 한동안 포산은 사형 고봉과 감정대립을 하며 갈등했다고 한다. 한편 그는 그의 5촌 당숙 윤치호 등 몇몇 사람들과 방문 혹은 서신으로 연락을 주고 받았다.
화학공장 폭발 사고로 화학공장 폭발사고로 폐를 상해서 요양차 태고사에 갔던 승려 범행은 "포산이 가르쳐준 '관세음보살모다라니주(呪)'를 열심히 외워서 병이 씻은 듯이 나았어.그 길로 출가를 했다" 한다. 어머니를 여의고 상심이 컸고 자신의 조카가 포산의 상좌가 되어 돌아온 것에 영향받은 혜승 스님도 그를 은사로 출가했다. 법인은 1946년 합천 해인사에서 포산을 은사로 사미계를 받았다.

#### 중일전쟁, 태평양 전쟁 무렵
그는 당시 승려의 신분이었으므로 창씨개명에는 참여하지 않았다. 그러나 징용을 피하기 위해 1936년 문경 사불산에 은신하였다. 그는 징집을 피해 이때 우방 스님, 해천 스님 등과 사불산에서 같이 지냈다. 태평양 전쟁 말기, 총독부는 해인사 주지 변설호를 앞세워 해인사 백련암의 범종을 떼어갔다. 이때는 그의 문하 제선이 백련암 원주였는데, 잠깐 해인사를 비운 사이였다. 포산이 해인사로 오자 제선은 그 사실을 보고했다. 포산은 그러냐 하며 그 절 주지를 올라오라고 했다. 그 때의 주지가 변설호였다.
큰스님이 올라오라고 하십니다 하고 전하자 변설호가 알고 백련암으로 오기는 했지만 어두운 방에 앉아있는 주지 방으로는 들어가지 못하고, 방문도 열지 못하고 주저주저했다. 제선이 뒷문을 열고 주지 왔습니다 하자 포산은 꾸중도 안하고 짧게 "자네 알겠지?" 한마디만 던졌다. 그러자 변설호는 네 갖다 올리겠습니다 하고 다시 백련암 범종을 달아 놓았다. 일제 강점기 후반 논산 개태사의 주지를 역임하다가 환속한 불자 김광영의 중매로 그의 딸 유진팔과 결혼하였다.
개태사에는 예로부터 전수해온 도장이 하나 있었으나 누구도 그 도장의 비의(秘義)를 해석하지 못했는데 일제 시대에 야산(也山)이라는 아호를 썼던 한 학자에 의해 비로소 해인(海印)임이 밝혀졌다. 그 후 윤포산이 그 도장을 손에 넣었다고 하며 천자(天子) 행세를 했다는 설도 있다.

### 해방 이후
1945년 일본 패망 이후에도 1946년까지는 합천군 해인사 백련암에 있다가 1947년부터 1948년까지는 금산 태고사의 조실로 있었다. 예지력과 통찰력으로 당대 최고의 고승으로 추앙받던 포산은 1948년 8월 대한민국 정부 수립 이후 결혼을 하며 환속했다. 포산이 환속하자 그의 사형, 사제들 및 제자들 중에는 그와 절교하는 이들도 나타났다. 포산은 환속했지만 그의 명성은 유명해서 여러 스님들이 변치 않고 찾아왔다. 포산을 불교로 인도한 청담 스님은 자주 찾아와서 예전처럼 친분을 나누었다. 그의 문하생 범행 스님 등은 그의 환속 이후 오랫동안 방황했다 한다. 그러나 그가 환속한 후에도 일부 상좌 스님들은 그를 시봉하였고, 환속인가 대처승인가 여부에 대해서는 논란이 있다.
해방 이후 그는 돈암장과 이화장에도 출입했다. 숙부 윤치영이 초대 내무부 장관에다가 이승만 대통령과 밀접하여 위세가 대단했다. 1921년부터 이승만의 최측근으로 수시로 이승만과 밀접하게 접촉하던 윤치영은 이승만의 비서실장과 내무부 장관, 주프랑스 대사 등을 역임한다. 윤치영이 이승만의 비서실장 시절 이승만에게 산중에서 생활하는 조카가 있는데 범상치 않다며 슬쩍 면담을 권했다. 그러나 이승만과의 면담은 1948년 8월 15일 정부 수립 이후에나 성사된다.

### 정부 수립 이후
숙부 윤치영의 주선으로 그는 서울 경무대를 찾아가 이승만을 만난다. 포산은 이승만을 만나는 자리에 주머니가 큰 조끼를 입고 갔다. 이승만은 젊은이가 무슨 큰 조끼를 입고 있느냐고 하자 포산은 자신의 조끼 주머니에 손을 넣으면서 "이 주머니에 역대 조사와 삼세제불을 다 집어 넣고 한 주머니에는 천하 영웅을 넣었는데 각하도, 백범도 다 내 주머니 속에 있습니다."라고 일갈한다. 그러자 이승만의 표정은 굳어버렸다.
이승만과 헤어지고 나오면서 포산은 "아이구 이승만도 안되겠다."며 실망했다고 한다. 이에 그의 숙부 윤치영은 대경실색하였다 한다. 1948년 금산 태고사에 있었다.
1950년 6.25 전쟁 당시 그의 먼 친척들 중 빨치산에 부역했다가 국군에게 쫓기는 이가 있었다. 6.25 당시 개태사 토굴에 빨치산이 들어왔는데, 먼 집안 사람이 앞잡이 노릇을 하다가 수복 후 탄로가 나서 사형 당할 위기에 놓였다. 살려낼 사람은 포산 밖에 없어서, 그는 직접 군부대와 도청, 도경을 찾아가 빨치산에게 죽지 않으려 위장한 빨치산이니 사상적으로 빨치산은 아니다, 내가 보증한다고 약속해서 그 친척을 살려낼 수 있었다.

### 생애 후반
청담은 포산이 한참 나이가 아래 연배이고, 출가도 늦었지만 깎듯이 대했고, 퇴속 후에도 변치 않았다. 포산이 항상 일어나서 맞이하며 깎듯이 대하고 어려워했던 이도 청담이었다. 가장 많이 찾아온 스님은 운허 스님이었고, 한 스님은 포산이 환속하자 발길을 끊었다고 한다. 효봉 스님도 청담 스님등과 같이 포산을 찾아왔는데, 퇴속 후에도 떠나지 않고 시봉하던 도일 스님은 포산의 병 간호를 하며 시봉했다. 혜승은 본인도 폐병을 앓고 있으면서도 열반 직전의 포산을 3년간 시봉했다. 효봉, 청담은 이승만이 종단 정화를 하는데 도일이 꼭 필요하다고 하자, 그는 상좌를 서울로 보내는 데 동의한다. 이로 미루어 볼 때 "포산은 자신은 퇴속했지만 정화를 적극 지지했었던 것으로 보인다."는 평가도 있다.
제자들도 따라서 개태사로 옮겨갔는데, 제선 등은 사형 사제들과 함께 충청도로 옮겨갔다. 정도원은 포산의 은사인 만공의 제자로 은사를 변경하고, 도원의 사제였던 일부 선사들은 정도원을 은사로 삼는 등 결혼으로 인해 종단의 계보의 변동이 생기고 종단에서 자연스럽게 잊혀졌다. 승려 혜승 등은 포산을 은사로 개태사에서 출가했으나, 환속으로 인해 사형인 정도원의 문하로 바꾸었다.
그의 상좌 중에는 천축사 주지를 역임한 문정영(文靜影)도 있다. 석영당 제선(夕影堂 濟禪)도 그의 문하생이었다.
만년에는 논산군 연산면 천호리에 거주하였다.

### 사후
충청남도 논산군 연산면 천호리 산에 안장되었다.

## 평가
집안 배경과 지식, 인물 됨됨이로 인해 대단한 유명세를 떨쳤다. 그는 경학에도 밝아서 경전의 어느 글귀를 대면 어느 경전이라고 능히 답하였다. 그밖에 속세의 학문, 지식에도 다방면에 해박하였다.
혜승 스님에 의하면 “포산스님은, 한 번 만나 본이면 어느 누구나 감응하여 다시 오체투지를 하고 갈 정도의 선지식”이었기에 그런 노스님을 모시는 것 자체가 어린 행자에게는 큰 공부였다. 널리 알려진 선지식이기에 내방객들 또한 내로라하는 인물들. 그런 이들에게 노스님은 상좌들을 일일이 소개했다는 것이다. “심지어 말단에 있는 나, 초라하기 짝이 없는 행자인 나까지 ‘내가 가장 사랑하는 아무개 제자’라고 인사를 시킵니다.” 그런 모습을 보며 어린 행자는 몸과 마음을 바쳐 노스님을 잘 모시는 것이 부처님 공부라고 생각했다 한다.

## 기타
윤달선에 의하면 그의 어머니 서경덕(徐卿德, 다른 이름은 서덕경(徐德卿)은 본래 고종 황제의 후궁이라 한다. 그러나 고종은 상처한 자신의 무관을 위해 인연을 맺게 했다고 상좌 도일화상에게 전했다.
19세에 지리산 칠불선원 조실로 추대되었으며, 23세 때에는 해인사 조실로 추대되었다. 이 때문에 직지사의 고봉(古峰, 1890~1961)과 멱살잡이를 하기도 했다. 고봉은 포산의 그와 같은 점을 못마땅히 여기는 말을 했다. "포산이 젊은 놈이 어디가서 도인 노릇을 하고 다닌다"고 한 것이다. 그러자 포산은 고봉의 멱살을 잡고 죽을래 살래 하면서 따졌다고 한다. 싸움은 다른 스님들이 달라붙어 겨우 말렸다.
일설에는 그는 자칭 천자라고 떠들던 기인이었다는 평도 있다.

## 가족 관계
장인 유치두는 사대부가의 후손이었으나 장모 김광영은 여승이었다. 한때 논산 연산면 개태사의 주지를 하기도 했으며, 1934년 개태사 근처에서 분실되었던 삼존석불을 발굴해내기도 했다.
- 부인 : 유진팔(兪鎭八, 1928년 11월 25일 - 1996년), 기계유씨 유치두(兪致斗)의 딸
  - 아들 : 3남
  - 딸 : 3녀

- 장인 : 유치두(兪致斗)
- 장모 : 김광영(金光榮, 법명은 대성화보살(大成華菩薩), 1886년 - 1978년, 개태사 주지였던 여승으로 환속 후 보살로 불림.)

## 기타
- 그는 여러 불교 경전을 암기, 이해하였고, 그리스의 플라톤, 아리스토텔레스 등의 철학에 대한 지식도 있었다고 한다.
- 그는 차를 다리는 법도 능하여, 수제녹차 제조의 명인이었다고 한다.
- 그는 일제 강점기 당시부터 물욕을 초월한 신선이라는 소문이 있었다. 그는 자신의 나이를 연상으로 말했고, 윤달선보다 19년 연상인 장택상이 그를 형님이라 불렀다.

## 같이 보기
- 윤보선
- 윤일선
- 윤치호
- 윤치영
- 윤원선
- 장면
- 만공
- 춘성
- 한용운
- 경허